# Mirza zaza
Mirza zaza is een zoogdier uit de familie van de dwergmaki's (Cheirogaleidae). De wetenschappelijke naam van de soort werd voor het eerst geldig gepubliceerd door Kappeler & Roos in 2005.

## Taxonomie
De soort is in 2005 als een nieuwe soort is beschreven. Tot dan toe dacht men dat deze populaties tot dezelfde soort behoorden als de Coquereldwergmaki (Mirza coquereli) uit het zuiden van Madagaskar, maar op basis van onder andere genetisch onderzoek is Mirza zaza als een nieuwe soort beschreven.
De typelocatie is Congoni (13°40'Z, 48°15'O) aan de baai van Ampasindava in de provincie Antsiranana. De naam zaza is afgeleid van het Malagassische woord voor "kinderen". Die naam werd gekozen omdat M. zaza kleiner is dan M. coquereli, en om het belang van de huidige generatie van Malagassische kinderen voor de bescherming van de fauna van Madagaskar te benadrukken.

## Uitelijke kenmerken
Uit de morfometrische analyse van de ontdekkers bleek dat M. zaza in vrijwel alle kenmerken aanmerkelijk kleiner is dan M. coquereli. Een ander verschil is dat exemplaren van M. zaza meestal in groepen van 2 tot 8 personen slaapt, terwijl M. coquereli alleen slaapt.

## Voorkomen
De soort komt voor in het noordwesten van Madagaskar.